# Ʒ

Onderkast ʒ

 De Ʒ (onderkast ʒ) of ezh is een letter in het Internationaal Fonetisch Alfabet (IPA) die de stemhebbende postalveolare fricatieve medeklinker ('zj' als in journaal) representeert. Om verwarring met het cijfer 3 te voorkomen wordt de Ʒ met de scherpe zigzag van de z geschreven.

## Karaktercodering
| Unicode Codepoint | U+01B7                   |
| Unicode-Name      | LATIN CAPITAL LETTER EZH |
| HTML              | &#439;                   |

| Unicode Codepoint | U+0292                 |
| Unicode-Name      | LATIN SMALL LETTER EZH |
| HTML              | &#658;                 |